# Володимирівка (Полтавський район)
Володи́мирівка — село в Україні, у Карлівській міській громаді Полтавського району Полтавської області. Населення становить 304 осіб. До 2020 орган місцевого самоврядування — Максимівська сільська рада.

## Географія
Село Володимирівка знаходиться на одному з витоків річки Тагамлик, нижче за течією на відстані 1 км розташоване село Максимівка. На відстані 0,5 км розташоване село Павлівщина. Поруч проходить автомобільна дорога Т 1722.

## Історія
12 червня 2020 року, відповідно до розпорядження Кабінету Міністрів України № 721-р «Про визначення адміністративних центрів та затвердження територій територіальних громад Полтавської області», село увійшло до складу Карлівської міської громади.
19 липня 2020 року, в результаті адміністративно - територіальної реформи та ліквідації Карлівського району, село увійшло до складу новоутвореного Полтавського району Полтавської області.

## Відомі люди
Уродженцями села є Михайленко Анатолій Григорович — письменник, заслужений журналіст України та Савенко Віра Йосипівна - Герой Соціалістичної Праці (1949).